# Robert De la Gardie
Robert De la Gardie, född 7 augusti 1858 i Silvåkra i Malmöhus län, död 27 februari 1937 i Jakobs församling, Stockholm, var en svensk greve, officer och landshövding.

## Biografi
Robert De la Gardie avlade officersexamen 1879 och blev underlöjtnant vid Skånska dragonregementet samma år, där han 1889 befordrades till löjtnant, ryttmästare 1897 och major 1907. Han var 1909–1925 landshövding i Malmöhus län.
Robert De la Gardie ägde Bollerups egendom i Kristianstads län 1898–1903 och var ledamot och ordförande i åtskilliga nämnder och styrelser inom Ingelstads härad. Han var bosatt i Ystad 1903–1909 och där bland annat stadsfullmäktig och ordförande i hälsovårdsnämnden.
Robert De la Gardie var ordförande i bland annat styrelsen för Alnarps lantbruksinstitut, Malmö-Trelleborgs och Vellinge-Skanör-Falsterbo Järnvägs AB, Sjöförsäkrings AB Öresund, Malmöhus läns tuberkulosförening, Malmöhus läns skytteförbund, Skyttesakens vänner, Skånes naturskyddsförening, Ystads fornminnesförening, AB Kullabergs natur, Turisttrafikföreningen för södra Sverige, Sveriges riksförbund av frivilliga brandkårer, Föreningen feriehem för handel och industri, Malmö orkesterförening och Malmö musikförbund.
Robert De la Gardie var inspektor för Realskolan i Malmö från 1912, hedersordförande i styrelsen för Malmö museum från 1913. Han utgav Handbok för skvadrons-expeditionsförare (1897). Han blev hedersledamot av Fysiografiska sällskapet i Lund 1913, filosofie hedersdoktor vid Lunds universitet 1918 och ledamot av Lantbruksakademien samma år.

### Familj
De la Gardie gifte sig 24 september 1898 på Bollerup med Elvira Hilma Augusta Smith (född 1856), dotter till bankdirektören Gustaf Smith och Augusta Charlotta Vilhelmina Bruzelius. Elvira Hilma Augusta Smith var änka efter godsägaren Peter Sylvan (1848–1897).